# Candesartan
Il  candesartan cilexetil è un sartano con indicazione specifica per l'ipertensione.

## Indicazioni
È utilizzato come medicinale in cardiologia contro lo scompenso cardiaco, ipertensione e trattamento post infarto.

## Controindicazioni
Stenosi arteria renale, colestasi. Da controllare la quantità di potassio, da evitare in gravidanza e durante l'allattamento.

## Dosaggi
- Ipertensione, 8 mg al giorno (dose massima 32 mg al giorno)
- Scompenso cardiaco, 4 mg al giorno (dose massima 32 mg al giorno, raramente se tollerata la si può anche aumentare).

## Farmacodinamica
I sartani sono antagonisti dei recettori dell'angiotensina II e impediscono l'interazione tra tale forma di angiotensina e i recettori tissutali denominati AT1 (e anche AT2).
Il blocco dell'AT1 produce effetti simili agli ace-inibitori senza l'effetto collaterale più diffuso (la tosse).

## Effetti indesiderati
Alcuni degli effetti indesiderati sono ipotensione, cefalea, iponatremia, gotta, vertigini, nausea, vomito, febbre, ipercalcemia, ipoglicemia, iperuricemia, affaticamento, rash, epatite, orticaria, artralgia.